# Habitatge al carrer del Remei, 6 (Vic)
L'Habitatge al carrer del Remei, 6 és una obra amb elements barrocs de Vic (Osona) inclosa a l'Inventari del Patrimoni Arquitectònic de Catalunya.

## Descripció
Edifici civil. Casa entre mitgera que consta de planta baixa i dos pisos. A la planta hi ha un gros portal rectangular amb la llinda de pedra i datada i a la dreta una finestra amb la reixa de ferro forjat. La distribució del primer i segon pis són iguals només que hi ha la gradació habitual en la mida de les obertures. Consten de balcó amb llosana de pedra, barana de forja i una finestreta.
Cal remarcar el ràfec a manera de cornisa feta amb peces de totxo cuit i sobresortint molt poc de la línia de façana. L'estat de conservació és mitjà.

## Història
Edifici que podem situar-lo al segle xviii, però que amb alguna reforma evident produïda segurament a finals del segle xix.
L'origen més remot del carrer del Remei el podem trobar al construir-se l'oratori a l'extrem del carrer Sant Pere als segles xiii i xiv. Lloc de culte que va desaparèixer al segle xviii quan es feu el traçat de la carretera de Sentfores. Aleshores el temple es traslladà a l'altre extrem de l'actual carrer del Remei i s'hi establiren els Franciscans fins que el 1936 fou incendiada. El 1958 s'hi bastí l'església actual.
El carrer va patir les conseqüències de l'aiguat de 1863 que va malmetre gran part de les cases del carrer.